# Q19 Einkaufsquartier Döbling

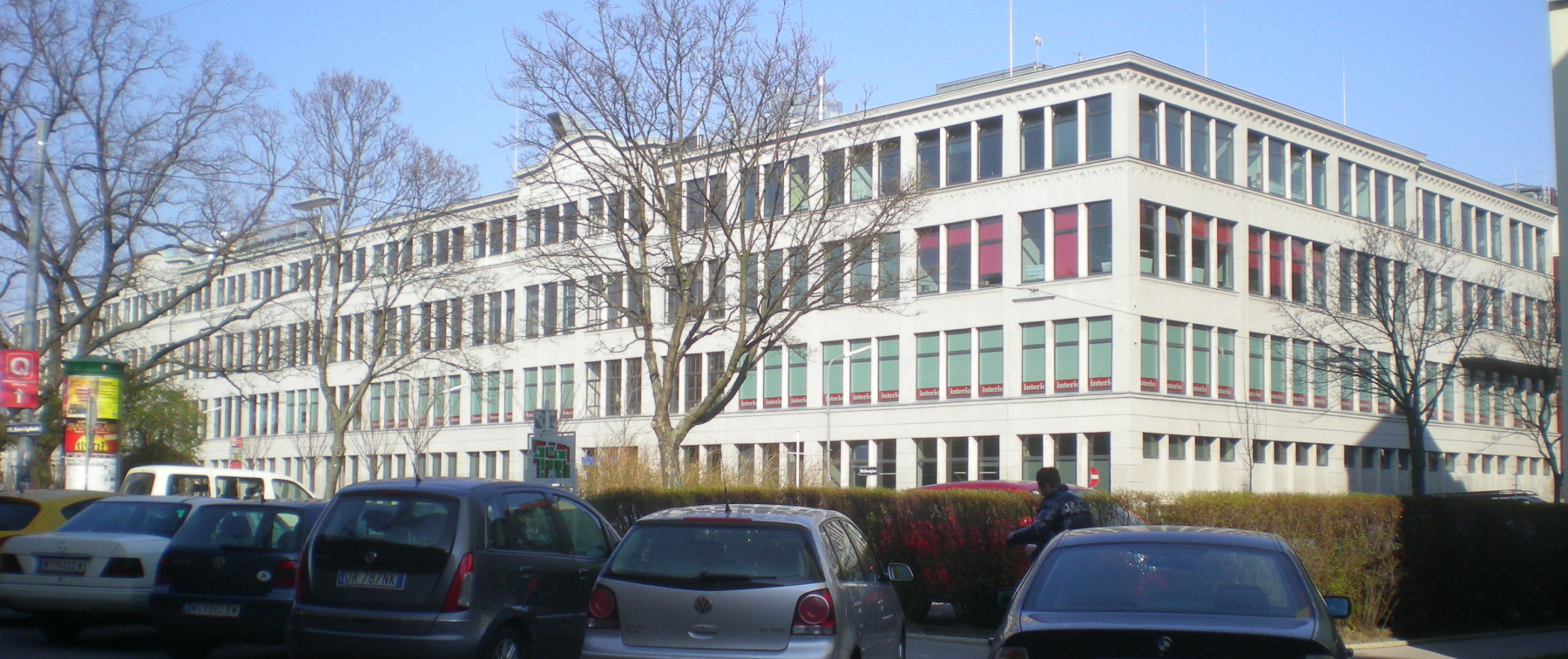
Altbau des Q19; der alte Stahlskelettbau war einst Sitz der Papierfabrik Samum

Das Q19 Einkaufsquartier Döbling ist ein Einkaufszentrum im 19. Wiener Gemeindebezirk Döbling, direkt an der Grinzinger Straße.   Der Name steht für das Quartier im 19. Wiener Gemeindebezirk.

## Geschichte und Architektur
Der Altbau war eine der ersten Stahlbetonbauten Wiens und wurde 1909 von dem württembergischen Industriearchitekten Philipp Jakob Manz erbaut, der damals für die Größe der von ihm geplanten Bauvorhaben und die Schnelligkeit das Bauablaufs bekannt war. In ihm war die Zigarettenpapierfabrik J. Schnabl, später dann Samum untergebracht. Heute steht das Gebäude unter Denkmalschutz (Listeneintrag).
Mit der Übernahme der PamPam-Kette im Jahr 1999 gelangte das historische Fabrikgebäude ins Eigentum der SPAR Österreich-Gruppe.
Das Gebäude wurde von 1999 bis 2005 nach den Plänen von Lorenzateliers umfassend saniert und erweitert: Dafür waren zahlreiche Adaptierungsmaßnahmen und eine Investition von rund 51 Millionen Euro nötig. Am Altbau wurden 340 Fenster ausgetauscht, die Steinputzfassade wurde aufwendig restauriert. Der neue Gebäudeteil wurde zudem mit einer etwa 100 Meter langen Glasfassade mit dem denkmalgeschützten Bauwerk verbunden.

## Daten & Fakten
Das Q19 wird von SPAR European Shopping Centers betrieben.
- Verpachtbare Handelsfläche: 12.000 m²
- Büros, Entertainment, sonstige Nutzungen: 3.000 m²
- Anzahl der Shops: 40
- Anzahl der Parkplätze: 680
- Beschäftigte am Standort: ca. 500

Das Zentrum wurde am 28. Oktober 2005 eröffnet.

## Auszeichnungen
- 2005: Diva Award Immobilie des Jahres
- Sonderpreis des Wiener Stadterneuerungspreises des Wiener Baugewerbes
- Nominierung für den Staatspreis für Architektur
- ReSource Award der ICSC
- 2008: Merit Award für „Innovative Design & Development“